# تشی‌های جهان قدیم
تشی‌های جهان قدیم (نام علمی: Hystricidae) نام یک تیره از راسته جوندگان است.